# 卡希卡
卡希卡（西班牙語：Cajicá）是哥倫比亞的城鎮，位於該國中部，由昆迪納馬卡省負責管轄，距離首都波哥大19公里，面積50.4平方公里，海拔高度2,558米，2010年人口44,057。

## 外部連結
- （西班牙文） : FOTW: Flag and Coat of Arms of Cajica （页面存档备份，存于）